# José Gregorio Giménez
José Gregorio Giménez, nació en la Provincia de San Luis, Argentina s/d, murió Ciudad de Mendoza s/d. Fue nombrado gobernador interino luego de la invasión de la Ciudad de San Luis por parte del General chileno José Miguel Carrera después del triunfo de la Batalla de Las Pulgas y depuesto el Gobernador José Santos Ortiz